# Camponotus universitatis
Camponotus universitatis (лат.) — вид муравьёв рода Camponotus из подсемейства формицины (Formicidae). Социальный паразит. Редкий вид, включённый в Красный список угрожаемых видов МСОП (The IUCN Red List of Threatened Species) в категорию уязвимые виды (VU).

## Распространение
Западная Палеарктика: Албания, Болгария, Испания, Италия, Турция, Франция, Швейцария.

## Описание
Муравьи среднего размера (менее 1 см). Основная окраска тела коричневого цвета. Проподеум без эпинотальных шипиков или зубцов. Стебелёк между грудкой и брюшком состоит из одного членика (петиолюс), несущего вертикальную чешуйку. Социальный паразит в гнёздах муравьёв Camponotus aethiops и Camponotus pilicornis. .
Первый и долгое время единственный социальный паразит в составе крупнейшего муравьиного рода Camponotus (второй предположительно паразитический вид Camponotus ruseni был описан в 2012 году из Турции).

## Систематика
Вид был впервые описан в 1890 году швейцарским мирмекологом Огюстом Форелем (по рабочим особям из Франции), в 1914 году он поместил его в состав подрода Myrmoturba. В 1925 году итальянский мирмеколог Карл Эмери включил вид в состав подрода Tanaemyrmex. Половые особи (матки и самцы) были описаны спустя столетие, в 1992 году, группой испанских энтомологов